# Susan Fraser
Susan Fraser, född den 15 juli 1966 i Aberdeen, Storbritannien, är en brittisk landhockeyspelare.
Hon tog OS-brons i damernas landhockeyturnering i samband med de olympiska landhockeytävlingarna 1992 i Barcelona.